# エウテュデモス (対話篇)
『エウテュデモス』（エウテュデーモス、希: Εὐθύδημος、羅: Euthydemus）は、プラトンの初期対話篇の1つ。副題は「論争家（争論家）」。

## 構成

### 登場人物

#### 後日話者
- ソクラテス - 老年期。
- クリトン - ソクラテスの旧友。彼の名を冠した対話篇あり。

#### 回想部話者
- ソクラテス
- エウテュデモス - キオス島出身[2]のソフィスト・論争家（詭弁家）。ディオニュソドロスの弟。
- ディオニュソドロス - キオス島出身[2]のソフィスト・論争家（詭弁家）。エウテュデモスの兄。
- クレイニアス - 富裕な名家の子息[3]。少年。
- クテシッポス - 青年。クレイニアスの恋人。『リュシス』にも登場。

### 時代・場面設定
年代不詳。アテナイにて。
クリトンがソクラテスに、昨日リュケイオンの体育場（ギュムナシオン）で、人だかりの中、誰と問答していたのか尋ねるところから話は始まる。ソクラテスはそれはエウテュデモスとディオニュソドロスの兄弟だと言い、その論争術を、皮肉混じりに褒め称える。その知恵・技術はいかなるものなのか聞きたがるクリトンに対し、ソクラテスは昨日の話を始める。
ソクラテスがリュケイオンの体育場（ギュムナシオン）の脱衣所で腰をおろしていると、エウテュデモスとディオニュソドロス、その弟子達が入って来た。またしばらくして、クレイニアスとクテシッポスらが入って来た。クレイニアスがこちらにやって来て隣りに腰を下ろしていると、エウテュデモスとディオニュソドロスも顔見知りのソクラテスに気付き、こちらにやって来た。ソクラテスがクレイニアスに彼らを「軍事・法廷弁論術の専門家」として紹介すると、彼らは笑い、エウテュデモスはそれらのことはもはや片手間でやっているに過ぎないと言う。ソクラテスは驚いて、では何を生業としているのか尋ねると、「徳の教授」というソフィストらしい答えが返ってきた。
こうしてソクラテスとエウテュデモス、ディオニュソドロス、クレイニアスとその取り巻きのクテシッポスを巻き込んだ問答・論争が展開されていく。

### 特徴・補足
上記の通り、本作は『プロタゴラス』等と同じく、かつての対話をソクラテスが友人に語るという体裁を採っており、本編である回想部分では、対話（ダイアローグ）にソクラテスの解説（ナレーション）が交じる。ただし、本作の場合、現在のやり取りが導入部のみで終わらず、作品の中盤・終盤にも、回想から戻り、ソクラテスとクリトンの会話が展開される。似た構成の作品としては中期の『パイドン』が挙げられる。
喜劇・滑稽劇的な性格の強い作品であり、かつてその真作性を否定する意見もあったが、アリストテレスの『エウデモス倫理学』で言及されている（1247b15）他、『詭弁論駁論』にも本作に言及していると見られる箇所がある（166a13）ため、一般には真作に間違いないと見られている。
他にソフィストを扱った対話篇としては、初期のものでは『ヒッピアス (大)』『ヒッピアス (小)』『プロタゴラス』『ゴルギアス』が、後期のものでは『ソピステス』がある。

## 内容
リュケイオンにおいて、論争術（詭弁術）を操るソフィストの兄弟と、ソクラテスや青年クテシッポスが論争した様を、翌日ソクラテスがクリトンに語って聞かせるという体裁の作品。作品中でソクラテスは両者を皮肉混じりに終始称賛し続け、逆にクリトンが批判的な役回りを担う。
ソフィストたちが相手の言葉尻を捉えてとりとめもない詭弁を弄していく姿を、喜劇的・戯画的・皮肉的に描くことに主眼が置かれている作品であり、深みのある哲学的問答は（内容上は脇役であるソクラテスとクレイニアスの問答以外では）ほとんど扱われていない。
また翻訳書の注釈などにも表れているように、ギリシャ語の語彙や文法の特徴・曖昧さを利用した詭弁も多いため、ギリシャ語の知識がないとニュアンスの把握が難しい。
なお、本篇の終盤では唐突に法廷弁論作家（ロゴグラポス）批判が挿入されているが、これは後の中期対話篇『パイドロス』で言及されているリュシアスやイソクラテス、特にプラトンの9歳年上で、ゴルギアスに師事し、プラトンがアカデメイアに学園を開く5年前にリュケイオン近郊に弁論術学校を開いて評判を得ていた、プラトンとライバル関係にあったと見做されているイソクラテスを標的にしたものだと考えられる。本篇『エウテュデモス』が書かれたのはちょうどアカデメイアの学園開設直前の時期であり、既にイソクラテスの学校は隆盛していたと考えられる。中期対話篇『国家』第6巻や『テアイテトス』中盤においても、同じく法廷弁論作家（ロゴグラポス）批判と見られる類似の記述がある。

### 導入（ソクラテスとクリトンの会話1）

#### 「論争術」(エリスティケー)
《ソクラテスとクリトンによる物語の導入。》
ソクラテスはクリトンに、昨日リュケイオンの体育場（ギュムナシオン）で人だかりの中、誰と問答していたのか問われる。ソクラテスは、それはエウテュデモスとディオニュソドロスの兄弟だと答える。クリトンは彼らの知恵とは何か問う。ソクラテスは、彼らは万能で、軍事にも、法廷の弁論術（レートリケー）にも長けているし、おまけに今や論争術（エリスティケー）も身に付けており、自分も彼らにその論争術（エリスティケー）を教わるつもりだと述べる。
クリトンにそれは一体何なのか尋ねられ、ソクラテスは昨日の話を始める。

### 回想部導入

#### 「徳」の教授
《リュケイオンにて問答が始まる経緯の説明。》
ソクラテスはリュケイオンの体育場（ギュムナシオン）の脱衣所に1人でおり、帰ろうとすると「ダイモーンの徴（しるし）」が現れたので、帰らずに腰を下ろしていると、エウテュデモスとディオニュソドロスが学生たちとやって来てドロモス（走行路）を回り歩き、またしばらくすると、少年クレイニアス等が入って来て、彼はソクラテスを見つけて隣りに座った。エウテュデモスとディオニュソドロスも、顔見知りであるソクラテスを見つけ、近くに座った。
ソクラテスは彼らと挨拶をかわし、クレイニアスに彼らは「軍事」や「法廷弁論」の専門家・教師だと紹介する。エウテュデモスとディオニュソドロスはそれを聞いて笑い、それらは今や片手間でやっているだけで、今熱心にやっているのは「徳」の教授であると、ソフィストらしい答えを返す。
ソクラテスはそれを自分達にも教えて欲しいと頼みつつ、まず彼らは「既に彼らから学ぼうとしている者」のみに徳を教授できるのか、それとも、「彼らを信じていない者」にすらも徳を教授できるのか問うと、ディオニュソドロスは後者だと答える。ソクラテスは、では他のことはまた今度にして、今回はその「他者を説きつけて徳へと向かわせる術」を、少年クレイニアスを相手とした問答で見てせもらいたいと頼む。エウテュデモスは快諾する。

### エウテュデモス等とクレイニアスの問答

#### 「学ぶ人は知者か無知者か」
《エウテュデモスとディオニュソドロスが、クレイニアスを相手に「相手が二択のどちらを選んでも論駁することが可能」な論争術（詭弁術）を披露。》
エウテュデモスは、「学ぶ人は知者か無知者か」と問う。悩むクレイニアス。ディオニュソドロスはソクラテスに「少年はどちらを答えても、反駁されることになる」と耳打ちする。クレイニアスは「知者」と答える。エウテュデモスは「知らないからその対象を学ぶのであり、学ぶのは無知者である」と反駁する。彼らの取り巻きが喝采する中、ディオニュソドロスがすかさずクレイニアスに「教師からよく学ぶのは、子供らの内、知者の側か無知者の側か」と問う。クレイニアスは「知者」と答える。ディオニュソドロスは、「では知者も学ぶのだ」と答える。取り巻きが喝采する。

#### 「学ぶ者は、知っているものを学ぶのか、知らないものを学ぶのか」
エウテュデモスは、次に「学ぶ者は、知っているものを学ぶのか、知らないものを学ぶのか」と問う。クレイニアスは「知らないものを学ぶ」と答える。エウテュデモスは「教師たちはアルファベット（文字）を知っている者に、アルファベット（文字）を用いて教えるのだから、学ぶ者は知っているもの（アルファベット/文字）を学ぶのだ」と指摘する。続いてディオニュソドロスが「知識を持っていないからそれを学ぶのであって、学ぶ者は知らないものを学ぶのだ」と逆のことを言う。
ソクラテスはクレイニアスに、彼ら2人がやっているのは、秘儀の着座式、秘教の最初の部分のようなもの、名辞の意味の相違を利用して小股をすくって投げ倒したり、人が座ろうとしている椅子を後ろに引っ張って転ばせるような戯れであって、これからが本番のはずだと述べ、その先導役として、まずは自分が自分なりに考えている「他者を説きつけて徳へと向かわせる方法」を披露したいと申し出て、クレイニアスと問答を始める。

### ソクラテスとクレイニアスの問答1

#### 「幸福」と「知恵」
《ソクラテスがクレイニアスを相手に、真正の「プロトレプティコス（哲学のすすめ）」の問答を披露する。》
ソクラテスは「人間は誰でもうまくいく（幸福であること）を望む」のではないかと問う。クレイニアスも、同意する。ソクラテス、そのためには多くの「善いもの」を持っている必要があるのではないかと問う。クレイニアスも、同意する。ソクラテスは、「善いもの」として「富」「健康」「美しい身体」「良い出自」「権力」「尊敬」「思慮」「正義」「勇気」「知恵」などを挙げる。クレイニアスも、それらに同意する。ソクラテスは、最後に「幸運・僥倖・成功」（eutychia）を挙げる。クレイニアス、同意する。ソクラテスは、しかし最後に挙げた「幸運・僥倖・成功」（eutychia）と「知恵」は同じものなのではないかと問う、「知恵」を伴っていれば自ずと「幸運・僥倖・成功」（eutychia）が生じると。クレイニアスも、同意する。
ソクラテスは、ではただ「善いもの」を持っているだけで「幸福」になるか問う。クレイニアスは、否定する。ソクラテスは、ではただ「善いもの」を持っているだけではなく、それを「用いる」必要があるようだと述べる。クレイニアスも、同意する。ソクラテスは、それではただ用いればいいのか、それとも「正しく用いる」必要があるか問う。クレイニアスは、「正しく用いる」必要があると答える。ソクラテスは、「正しく用いる」ためには「知恵」が必要なのではないかと問う。クレイニアスも、同意する。
ソクラテスは、ではあらゆるものの中で「知恵」のみが人間を「幸福」にするし、「知恵」を愛さねばならないと指摘する。クレイニアスも、同意する。
以上の問答を通してクレイニアスを「知恵」へと向かわせることに成功したソクラテスは、エウテュデモス等に向かって、自分の拙い見本はこんなものだが、続いて彼らの術を見せてもらいたいと頼む。

### エウテュデモス等とクテシッポスの問答

#### 「虚偽不可能」の詭弁1
《ディオニュソドロスとエウテュデモスが、挑発的な主張に怒ったクテシッポスを相手に、「有らぬものを言うことはできない」＝「嘘をつくことはできない」という詭弁を披露。》
ディオニュソドロスはソクラテス等に向かって、「クレイニアスが本当に知恵のある者になることを望んでいるのか」と問う。ソクラテスはもちろん本気だと応じる。ディオニュソドロスは、「「知恵の無い者」から「知恵のある者」になるということは、「愚かな者」から「愚かであらぬ者」になることであり、「ある者」から「あらぬ者」になることであり、クレイニアスの関係者はクレイニアスが亡くなることを願っているのだ」と指摘する。これを聞いたクテシッポスは激昂し、どうしてそんな嘘をつくのかと罵倒する。
すると、エウテュデモスがクテシッポスに「嘘をつく」ことについて問う。果たして「嘘をつく」ということが本当に可能だと思っているのかと。クテシッポスは、当然だと応じる。エウテュデモスは、「嘘をつく」行為は対象に関して「言って」成されるのか「言わず」に成されるのか問う。クテシッポスは、「言って」だと答える。エウテュデモスは、「言う」という行為は「有るものども」の内の「当の対象」について述べていると指摘。クテシッポスも、同意する。エウテュデモスは、ディオニュソドロスもまた「有るものども」の1つについて述べていると指摘。クテシッポスも、同意する。エウテュデモスは、それでは「有るもの」について言っているのであって、嘘をついていないと指摘。クテシッポスは、しかし先程のディオニュソドロスの発言は「有るもの」を言っているのではないと食い下がる。
エウテュデモスは、「有らぬもの」は「有らぬ」し、どこにおいても「有るもの」ではないと指摘。クテシッポスも、同意する。エウテュデモスは、では人がある行いをして「有らぬもの」を「有るもの」にすることができるか問う。クテシッポスは、否定する。エウテュデモスは、しかし弁論家は大衆の中で語る時、何も成さないのか問う。クテシッポスは、成すと答える。エウテュデモスは、それでは語ることは成すことであり、作ることだと指摘。クテシッポスも、同意する。エウテュデモスは、それでは「言う」ことは常に何かを作るのだから、「有らぬもの」を「言う」ことなどできないし、「嘘をつく」こともできないと指摘、ディオニュソドロスも嘘は言っていないと述べる。クテシッポスは、確かにディオニュソドロスは「有るもの」について「ある仕方」で言ってはいるが、「事実ある通り」に述べているわけではないと指摘。
エウテュデモスは、物事を「事実ある通り」に述べることができる人がいるのか問う。クテシッポスは、「善美な人々」や「本当のことを言う人」たちがそうであると答える。エウテュデモスは、「善いもの」は「善く」あり、「悪いもの」は「悪く」あるのではないかと指摘。クテシッポスも、同意する。エウテュデモスは、では「善美な人々」は「悪いもの」を「悪く」言うのだと指摘。クテシッポスは、同意しつつ、エウテュデモス等が（先程のような発言によって）「善美な人々」に「悪く」言われることがないように用心するよう忠告する。エウテュデモスは、それでは「温かい人」を「温かく」言うのかと問う。クテシッポスは、同意しつつ、（先程のような発言をする）「冷たい人々」を「冷たい」と言うと述べる。するとディオニュソドロスが、それは当てこすりだと怒る。
ソクラテスは、両者をなだめるために茶化しを入れつつクテシッポスに学ぶ姿勢を持つことを忠告する。クテシッポスは、自分はそうした姿勢を持っているし、ディオニュソドロスが立派に言ってないと思われることに対して反論しているだけだと答え、ディオニュソドロスに自分の反論を許すこと、そしてそれを当てこすりと呼ばないよう要請する。

#### 「反論不可能」の詭弁
ディオニュソドロスは、クテシッポスに果たして「反論する」（反対のことを言う）ということが可能だと思っているのか問う。クテシッポスは、当然だと応じる。ディオニュソドロスは、「有るもの」どもに対して、それぞれ「定義」があるか問う。クテシッポスは、あると答える。ディオニュソドロスは、その「定義」は対象を「有る通り」に表すのか「有らぬ通り」に表すのか問う。クテシッポスは、「有る通り」だと答える。ディオニュソドロスは、我々両者が同一事物の「定義」を言う時、我々は互いに「反対」を言うのではなく、「同一」のことを言っているのではないかと指摘する。クテシッポスも、同意する。ディオニュソドロスは、それでは自分（ディオニュソドロス）がある事物の「定義」を言い、クテシッポスが別の事物の「定義」を言う時、クテシッポスは自分（ディオニュソドロス）が言っている事物に対しては何も言っておらず、反論できてないのではないかと指摘。クテシッポスは、黙り込む。

### ディオニュソドロスとソクラテスの問答

#### 「虚偽不可能」の詭弁2
《ソクラテスがディオニュソドロスの矛盾を暴き出す。》
ソクラテスは、ディオニュソドロスの「間違ったことを言うことはできない」という命題は、プロタゴラス派やもっと昔の人々も用いていたものであり、その命題について詳しく学びたいと質問を始める。その結果、ディオニュソドロスは、人は間違ったことを「言うこと」もできないし「思うこと」もできず、「間違った思い」「愚かさ」「愚かな人間」などは一切ないと答える。
ソクラテスは、そうだとしたら人は「やり損なう」「誤る」こともできないのであり、2人は一体「何」を教える師匠としてやってきたのか問う。ディオニュソドロスは、ソクラテスが今現在行われているもの（論争術）がそうであることも分からず、これを「どう始末していいか分からん」ほどに耄碌していると言う。
ソクラテスは、「どう始末していいか分からん」という言葉は、どういう意味か（どんなことを考えているか）と問う。ディオニュソドロスは、「言葉は魂を持っておらず、考えたりしない」ので、ソクラテスの質問は誤りだと（言い回し・表現の曖昧さを利用した）詭弁を言う。
ソクラテスは、（ディオニュソドロスの先の主張から）自分は「誤ることができない」ので、ディオニュソドロスの主張が矛盾していることを指摘しつつ、2人が操る論争術は内容的に掘り下げされることもないし、他者を投げ倒しながら自分でも倒れてしまう（自らを追い込んでしまう）ような術だと指摘する。
するとクテシッポスが、2人は妄言を言うのを何とも思っていないと非難し始めたので、罵り合いにならないようソクラテスがクテシッポスに対してまだ2人は本気を出していないのだとなだめつつ、再び先導役としてクレイニアスとより詳細な問答を披露することにする。

### ソクラテスとクレイニアスの問答2

#### 「作る知識・技術」と「用いる知識・技術」
《ソクラテスとクレイニアスが、先の彼ら2人の問答をさらに掘り下げ、「知恵」の探求を進める。》
ソクラテスは先の問答で「知恵を愛さなければならない」という合意に至ったことを確認しつつ、「愛知」とは「知識の獲得」であるが、その「知識」とは「どのような知識」か問う。ソクラテスは、それは何であれ「為になる知識」であるが、それは単に「金」や「不死」などを「作り出す知識」では駄目で、先の問答から「用いる知識」を併せ持っていないといけないのであり、「作ることと用いることが一緒になっている知識」であると指摘する。クレイニアスも同意する。
2人は「楽器製作の術」「法廷弁論制作の術」は単なる「作る術」であり、「用いる術」を併せ持ってないことを同意する。ソクラテスが「将軍術」はどうかと問うと、クレイニアスは否定的な見解を示しつつ、それは人間たちを狩る一種の「狩猟術」であること、そして「狩猟術」は（例えば、陸の猟師や海の漁師が、調理人たちに獲物を譲り渡すように）獲物を「得る」だけでそれを「用いる」ことができないこと、また「幾何学者・星学者・算数学者」なども一種の「狩猟家」であり、有るものを「見出す」だけでその発見を問答家（思想家）たちに譲り渡すこと、そして「将軍たち」もまた、（ちょうど鶉（ウズラ）取りが鶉飼いに獲物を譲り渡すように）他の国や陣地を「狩る」だけでそれを政治家に譲り渡すこと、したがって、我々を「幸福」にする、「手に入れることと、用いることを共に知っている術」としては、「将軍術」以外のものを探さないといけないと指摘する。

### ソクラテスとクリトンの会話2

#### 「帝王術」としての「政治術」
《ソクラテスとクリトンの会話に舞台を移して、ソクラテスとクレイニアスの問答の続きが語られる。》
クリトンが、2人は探し求めていた目当ての術を発見できたのか問うと、ソクラテスはそれは子供が雲雀（ヒバリ）を追いかけるようなもので、すり抜けて逃げ去ってしまったと述べ、その経緯を話す。
2人が様々な術を検討し、「帝王の術」に至ると、それが「政治の術」と同じものであり、「将軍術」など他の術を支配し、それらが獲得したものを譲り渡されていて、それらの「用い方」を知っている、「国という船の船尾に座って全てのものの舵を取り、全てのものを支配し、全てのものを有用にする術」だと思われた。しかし、それが「どのようなものであるか」について考察する段階になってつまづくことになる。これまでの議論から言えば、「帝王の術」は国民たちに「知識」を分け与え、「知恵のある者」「善い者」にし、「幸福」にしなくてはならないが、それを2人は明らかにできなかった。
行き詰まったソクラテスは、ソフィストの2人に助けを求める。

### エウテュデモス等とソクラテス及びクテシッポスの問答

#### 「全知」の詭弁
《エウテュデモスとディオニュソドロスが、これまでの（「一般・普遍・全体」（全称）と「特殊・限定・個別・一部」（特称）を混同させる）極端な二分法的詭弁をさらに暴走させていく。》
エウテュデモスは、ソクラテスに議論が行き詰まっているその「知識」について教えてやると言い、問答を始める。エウテュデモスがソクラテスに何か知っているものがあるか問うと、ソクラテスはつまらないものだがいくらか知っているものはあると答える。するとエウテュデモスは、「「有りかつ有らぬもの」はない」のだから、ソクラテスも「識者かつ無識者」であることはなく、いくらかであれ「識者」であるのなら、「無識者」ではなく、必然的に「全てを知っている」（したがって、議論していた「知識」もソクラテスは知っていることになる）と詭弁を言う。
ソクラテスは、そういう論法では自分自身も同じ羽目に陥らせる（彼ら自身も「全てを知っている識者」か「全てを知らない無識者」かのどちらかになってしまう）のではないかと指摘して問うと、ディオニュソドロスが自分は「全てを知っている（知らないものはない）」し、誰であれ「何かを一つでも知っていれば、全てを知っていることになる」と言い出し、最終的に「全ての人は、全てを知っている」と主張する。ソクラテスがそれでは「大工の術」「製靴の術」「星や砂の数」なども知っているのか問うと、ディオニュソドロスは当然だと応じる。
するとクテシッポスが、証拠としてソフィストの2人に互いの歯の本数を言い当てるよう求めるが、2人は答えない。クテシッポスは仕方なく一つずつ様々な事柄を知っているか尋ねて行き、2人はそれらを全て知っていると答えて行く。
続いてソクラテスが、2人が全てを知っているのは、「今だけ」なのか「いつでも」なのか問う。ディオニュソドロスは「いつでも」と答え、さらに「子供の頃」にも、「生まれてすぐ」にも、全てを知っていたと2人で主張する。信じられないと言うソクラテスに、エウテュデモスが自分と問答を行えばソクラテスもそれに同意するだろうと問答を開始する。

#### 問答のあり方の対立
《エウテュデモスが、緻密な言葉遣い・意思疎通を志向するソクラテスの抵抗に遭いながらも、なんとかソクラテスが「常に全てを知っている」ことを承認させる。》
エウテュデモスは、ソクラテスに「識者であるところの「そのもの」によって知るのか、「他のもの」によって知るのか」と問う。ソクラテスは「識者であるところのもの」によってであると答え、それが「魂」を意味しているのかと問い返す。エウテュデモスは、問われる側が問い返すなと怒る。ソクラテスは、それでは「何を問われているか分からないままに答え、問い返してもいけない」ということかと尋ねる。エウテュデモスは、そうだと答えつつ、自分が言っていることをソクラテスは（ソクラテスなりに）理解・解釈できるはずだと指摘する。ソクラテスは、自分がエウテュデモスの思っているのと違う意味に理解・解釈して答え、それが要点に触れないものとなっても、満足なのかと問う。エウテュデモスは、そうだと答える。ソクラテスは、自分は内容に合点がいくまで答えないとそれを拒否する。
エウテュデモスはソクラテスは焼きが回っていると腹を立てる。それを見てソクラテスは、自分の琴の先生コンノスに腹を立てられ、あまり構ってもらえなくなったことを思い出し、エウテュデモス等に弟子入りを志願している身として態度を改め、もう一度問答をお願いすることにする。
再度エウテュデモスはソクラテスに、「知るのは「あるもの」によってか、そうでないか」と問う。ソクラテスは「魂」によってだと答える。エウテュデモスは余計な返答をせず、問われた二択の内の一つを選ぶよう忠告する。ソクラテスは謝りつつ「あるもの」によってだと答える。続いてエウテュデモスは、「「あるもの」によって「常に」知るのか、それともある時は「あるもの」によって知り別の時は「別のもの」によって知るのか」と問う。ソクラテスは、「知る時」には、「常に」「あるもの」によってだと答える。エウテュデモスは、また余計な返答をしたことに怒る。ソクラテスは、「常に」につまづかないように（「知る時」にはという制限・限定を加えておいた方がよい）と思ってと弁明する。続いてエウテュデモスは、「「常に」「あるもの」によって知る際に、「全て」をこの「あるもの」によって知るのか、そうでないのか」と問う。ソクラテスは「少なくとも自分の知るもの」に関しては「全て」「あるもの」によってだと答える。エウテュデモスは、また余計な返答をしたことを呆れ気味に批判しつつ、以上の問答によってソクラテスが「常に全てを知っている」ことを承認したと主張する。

#### 話題逸らしと「父同一」の詭弁
《ソクラテスにつまづかされたディオニュソドロスとエウテュデモスが、話題を逸らそうと（再び「名詞が指し示す範囲を混同させる」極端な二分法を用いて）新たな主張を持ち出す。》
エウテュデモスの主張を受けて、ソクラテスはそれでは自分は「善い人々は不正である」ことを知っているのかいないか問う。エウテュデモスは「善い人々は不正ではない」ことをソクラテスは知っていると答える。ソクラテスはそのことは知っているとした上で、自分が聞いているのはあくまでも「善い人々は不正である」についてであり、これをどこで学んだのか問う。そこでディオニュソドロスが割って入り、ソクラテスはそれをどこでも学んでないと言ってしまう。そこでソクラテスは、それでは自分はそれを「知らない」のだと指摘する。そこでエウテュデモスはディオニュソドロスに向かって、それではソクラテスが「識者」であると同時に「無識者」になってしまうのであり、これまでの言論がぶち壊しだと叱責する。ディオニュソドロスは赤面する。
ソクラテスは追い打ちをかけるように、エウテュデモスに「全てを知っている」はずの兄弟（ディオニュソドロス）が、間違ったことを言ったと思っているのか問う。そこで再びディオニュソドロスが割って入り、話題を逸らすために、自分がエウテュデモスの兄弟なのかと突然とぼけて疑問を呈す。しつこく自分の質問に答えるよう食い下がるディオニュソドロスに、ソクラテスは「ヘラクレスですら、水蛇（ヒュドラ）と蟹（カニ）の二者を同時に相手にできず、甥のイオラオスに助けを求めたのだから、ヘラクレスよりはるかに弱い自分も同時に2人を相手にできない。（しかも自分の場合、私のイオラオス（クテシッポスを指す）が助けに来ると、一層ひどいことになる。）」と、ディオニュソドロスとの問答を避けようとする。
ディオニュソドロスはその言葉尻を捉えて、今度はイオラオスはソクラテスの甥ではなく、ヘラクレスの甥であることを確認して問う。ソクラテスは仕方なく、イオラオスはヘラクレスの兄弟イピクレスの子であり、自分の兄弟はパトロクレスであると述べる。ディオニュソドロスにさらにパトロクレスのことを問われたソクラテスが、彼が異父兄弟であることを述べると、ディオニュソドロスはパトロクレスがソクラテスにとって「兄弟であり、また兄弟でない」（という矛盾した状態である）と指摘する。ソクラテスは、父親が異なるという点では兄弟でないと認め、自分の父はソプロニスコスで、パトロクレスの父はカイレデモスであると説明する。するとディオニュソドロスは、ソプロニスコスとカイレデモスは共に「父」であり、またカイレデモスは同時に「父ではない」（という矛盾した状態である）と指摘する。そして、エウテュデモスがその議論を引き継ぎ、カイレデモスが「父ではない」なら、ソプロニスコスも「父ではない」ことになり、ソクラテスは「父無し子」であると主張する。
そこにクテシッポスが割って入り、それでは2人のソフィストの「父」と、自分の「父」の関係はどうなんだと問う、両者の「父」は別人であると。しかしエウテュデモスは、両者の「父」も、また他の人々の「父」も、同一であると主張する。クテシッポスがその「父」は人間だけの「父」なのか、他の動物全ての「父」なのか問うと、エウテュデモスは、皆の「父」であると答える。クテシッポスが「母」も同様かと問うと、エウテュデモスは同様だと答える。クテシッポスが、エウテュデモスの「母」は海胆（ウニ）の「母」でもあり、エウテュデモスは子牛・子犬・子豚の「兄弟」でもあり、犬が「父」でもあるのかと問うと、エウテュデモスはそうだと認め、クテシッポスも自分と同じであると返答する。
そこにディオニュソドロスが問答でそれを承認させると割って入り、クテシッポスが犬を飼っているのか、その犬には子どもがあるのかを問い、さらにその犬は子犬の「父」ではないかと問う。クテシッポスは同意する。するとディオニュソドロスは、その犬は「父」でありながら「クテシッポスの（犬）」であり、したがって「クテシッポスの父」であるという、語彙の結合による詭弁を述べる。
さらにディオニュソドロスは、クテシッポスが言い返せないように続けざまに質問を行う。ディオニュソドロスはクテシッポスに、「犬を打つか」と問う。呆れた様子のクテシッポスは、「あなたを打つことできないのだから代わりに打つ」と笑いながら答える。ディオニュソドロスが、それでは「自分の「父」を打つことになる」と指摘すると、クテシッポスは「こんなに賢い息子さんたち（2人のソフィスト）」をお産みになった「父」を打つのは正しいことだとやり返し、さらにその「父」は2人のその知恵（詭弁術）からきっと善いことを沢山楽しんでいると皮肉を言う。

#### 「多善不要」の詭弁
《エウテュデモスとディオニュソドロスが、クテシッポス相手にさらなる詭弁を披露し、クテシッポスも同様にやり返す。》
エウテュデモスはクテシッポスの言葉尻を捉えて、しかしクテシッポスもソクラテスも他の人間の誰一人として、「善いことを、多く必要とはしない」と主張する。エウテュデモスはその理由として、「善いこと」を「多く必要とする」のであれば、「病人は可能な限り薬を飲む」「戦争において可能な限り槍や盾を持つ」必要が出てきてしまうと述べる。クテシッポスは、一つの盾、一本の槍で充分だというエウテュデモスに対して、ソフィストの2人は（両手利きの）腕利きかと思っていたと皮肉を言う。
エウテュデモスが黙り込むと、代わってディオニュソドロスがクテシッポスに、仮に「善いもの」を可能な限り多く、あらゆる処で持たなければならないのなら、「金」を3タラントンは腹の内に、1タラントンを頭蓋の内に、スタテール金貨を両目の内に持つ人は、この上もなく幸福だろうと指摘する。クテシッポスは、先程の（犬は「父」でありながら「クテシッポスの（犬）」だから、「クテシッポスの父」であるといった）語彙を結合・混同させる詭弁を用いるならば、（「頭蓋骨」を杯（髑髏杯）として使用するとされている）スキティア人にとって、「髑髏杯」は「頭蓋骨」でありながら「自分自身の（所有する杯）」であり、「自分自身の頭蓋骨」ということになるので、その中に「金」をたくさん持っている者が一番幸福であり立派ということになるとやり返す。そして、さらに不思議なのは、その「自分自身の頭蓋骨」から酒を飲んだり、それを両手で抱いて内側を見たりすることだと、詭弁を皮肉る。
エウテュデモスが詭弁を用いてそれも見ることができるものだとやり返すと、クテシッポスは自分は「無」も見ることができるし、エウテュデモスは「目をつむらないで、寝入っている」「ものを言いながら、何も言わない」ようなものだとさらに詭弁を批判する。

#### 「沈黙」の詭弁
《エウテュデモスとディオニュソドロスが、クテシッポスとさらなる詭弁合戦を繰り広げ、クテシッポスが見事に言い負かす。》
ディオニュソドロスがクテシッポスの言葉尻を捉え、（主客の曖昧さを利用し、「沈黙するもの」を主体から客体へとズラして）「沈黙するものを、言うことができない」のか、また（同じく「言うもの」の主客の曖昧さを利用しつつ）「言うものとして、沈黙することはできない」のか問う。
そしてまず前者の質問（「沈黙するものを、言うことができない」のか）については、ディオニュソドロスは「石」「木」「鉄具」などは「沈黙するもの」であり、言うことができると指摘する。クテシッポスはそれを受けて、（主客を元に戻し、「沈黙するもの「が」、言うことができない」という意味に解釈しつつ）「鉄具」は鍛冶屋において人が触れると非常に大きな音を立て、大声で叫んだりすると、やり返す。
クテシッポスがさらに後者の質問（「言うものとして、沈黙することはできない」のか）についてその意味を問うと、エウテュデモスが「クテシッポスが沈黙する時、全てについて沈黙する」のであり、「言うもの」が「全て」に含まれる以上、「言うもの」も沈黙すると詭弁を披露する。クテシッポスは例の二分法の詭弁を利用し、「全ては言うのか、沈黙するのか」どちらなのか問う。エウテュデモスは「少なくとも「言うもの」は言う」と、かつてのソクラテスのような限定的な言い方をして窮する。
そこでディオニュソドロスが割って入り、クテシッポス自身がこの答えをどう始末していいのか分からないのだから、「いずれでもなく、いずれでもある」と、言い逃れようとする。するとクテシッポスは大笑いをし、ディオニュソドロスは（彼らの詭弁の大原則である極端な二分法による二者択一に反し）言論を二股にして負かされたと指摘する。これにはクレイニアスも喜んで笑い、クテシッポスは得意満面となる。

#### 「形相」的問答
《ディオニュソドロスとソクラテスが、後のイデア論・形相論につながるような話題の問答を展開する。》
ソクラテスが場を落ち着かせるために、クレイニアスに対してこれほど真面目で美しいもの（論争術の知恵）をどうして笑うのかと問い、なだめる。するとディオニュソドロスがその言葉尻を捉え、ソクラテスの見たことがある「美しいもの」は、「美そのもの」と「別もの」だったのか「同じもの」だったのか問う。ソクラテスは「美そのもの」とは「別もの」ではあるが、それぞれの「美しいもの」の元には「美」があると答える。するとディオニュソドロスは、ソクラテスの元に「牛」がいればソクラテスは「牛」になり、今は自分「ディオニュソドロス」が傍にいるから「ディオニュソドロス」になるのかと問う。ソクラテスは否定するが、ディオニュソドロスは、どのような仕方で「別なもの」が「別なもの」の元にあるならば、「別なもの」は「別なもの」になるのかと問う。
ソクラテスは彼らの詭弁術を真似て身につけようと思い、ディオニュソドロスの言いたいことを無視して言葉尻だけを捉え、「美しいもの」は「美しいもの」、「醜いもの」は「醜いもの」、「同じもの」は「同じもの」、「別なもの」は「別なもの」として存在しており、問題にするようなことではないと突っぱねる。しかし同時にソクラテスは、彼らソフィストの2人は職人のように問答を立派に仕上げるのであり、ディオニュソドロスはあえてそうしたのだと擁護する。

#### 「職人」の詭弁
《ディオニュソドロスがソクラテスに、再び（表現の曖昧さを利用して主客を転倒させる）詭弁を披露する。》
ディオニュソドロスはソクラテスの言葉尻を捉え、「職人」のそれにぞれに「何がふさわしいか」を問い、「鍛冶屋」には「金打ち」、「陶物職人」には「陶物作り」、「料理人」には「屠殺・皮剥ぎ・切り刻み・煮焼き」がふさわしいとソクラテスに同意させる。
ディオニュソドロスは、それでは誰かが「鍛冶屋」を「金打ち」し、「陶物職人」を「陶物作り」し、「料理人」を「屠殺・皮剥ぎ・切り刻み・煮焼き」するならば、ふさわしいことを成しているのだと詭弁を言う。
ソクラテスは、ディオニュソドロスが知恵（論争術）の仕上げを行っていると褒め、いつかそれが自分のものになるだろうかと問う。

#### 「所有」の詭弁
《ディオニュソドロスがソクラテスに、さらなる詭弁を披露する。》
ディオニュソドロスは再度ソクラテスの言葉尻を捉え、ソクラテスはもしその知恵が「自分のもの」となったら「自分のもの」と認め知ることができるか問う。ソクラテスは同意する。続いてディオニュソドロスは、例えば牛や羊のように、「支配」して「好むままに使用」することができるものなら、「自分のもの」と考えるか問う。ソクラテスは同意する。
次にディオニュソドロスは、「魂」を持っているものが「生物」であり、「生物」の内で「自分のもの」であるのは、先の条件を満たしたものだけであるか問う。ソクラテスも同意する。
続いてディオニュソドロスは、ソクラテスが「祖先神ゼウス」を「持っている」か問う。ソクラテスは問答の終焉が近いことを感じ取り、抵抗しようとわざと「持たない」と答える。するとディオニュソドロスは、ソクラテスが祖先神も社も持たないとすれば、惨めな人間で、アテナイ人でもないと指摘する。ソクラテスは、祭壇も、家の神も、祖先神の社も持っており、「持たない」と答えたのは、イオニア人はイオンの血統であり、祖先神はアポロンなので、「祖先神としてのゼウス」は持っていないという意味であり、ゼウスは我々のところでは家の守神や氏神と呼ばれ、アテナは氏の女神と呼ばれると弁明する。
ディオニュソドロスは改めて、ソクラテスが「アポロン・ゼウス・アテナ」等を「持っている」ことを確認する。ソクラテスはそれらは「祖先」であり「主人」であると、意味を限定しようと抵抗するが、押されてそれらの神が「自分のもの」であることに同意する。続いてディオニュソドロスは、「神々」にも「魂」があるのだから「生物」であると指摘し、ソクラテスも同意する。
するとディオニュソドロスは、ソクラテスは「ゼウスや他の神々」が「自分のもの」だと同意しているのであり、他の「生物」と同じように「神々」を売ったり、あずかったり、好むままに使用できると指摘し、ソクラテスはショックで打ちのめされる。

#### 「感嘆詞」の詭弁
《ディオニュソドロスがクテシッポスの感嘆表現を取り上げて最後の詭弁を披露、問答は終焉する。》
クテシッポスが割って入り、「ほほう、ヘラクレス、これは何と立派な言論だろう」と皮肉を言う。するとディオニュソドロスは、感嘆表現である「ほほう」と「ヘラクレス」を取り上げ、「「ヘラクレス」が「ほほう」なのか、「ほほう」が「ヘラクレス」なのか」と問う。
クテシッポスは呆れ気味に「この2人には適わない、退却だ」と問答の終焉を告げる。

#### ソクラテスの賞讃
《最後にソクラテスが、ソフィストの2人に皮肉混じりの讃辞を捧げる。》
周囲が喝采で包まれる中、ソクラテスはその雰囲気に飲まれて2人を賞讃する気になった（とクリトンに述べる）。
そしてソクラテスは2人に向かって、
- これほどの術を、速く僅かな期間で仕上げたこと
- 特に多くの人々や、ひとかどの人々を相手にせず、自分たちと似たような（ごく少数のこうした言論を愛する）人々だけを相手にしていること（他の人々はこうした言論で人々を反駁することを恥ずかしく思うから）
- 術自体も、非常に大衆向きで親しみやすく、これを使って「何ものも他のものとは別のものではない」等と主張する時、実際に人々の口を封じることができる上に、自分の口をも封じるように見えて愛嬌がある
- この術を、人間なら誰でもごく僅かな時間で身につけることができる（現にクテシッポスがそうであったように）

などの点を褒め称えつつ、
- しかし（人々に速やかに習い覚えられて感謝されそびれることがないように）人々の前で問答せずに、自分たち同士の間で問答すると良い

といった忠告も付け加えた、皮肉に満ちた讃辞を送りつつ、自分とクレイニアスを弟子にしてもらえるよう頼む。

### ソクラテスとクリトンの会話3

#### 論駁家について
《ソクラテスとクリトンによって、締め括りの対話が展開される。まずは昨日のソクラテス等の問答について。》
ソクラテスは、その後、二、三のちょっとした問答をやってそこを立ち去ったが、あの2人のソフィストは銀を支払いさえすれば素質も年齢も関係なく、誰でもたやすく知恵を受け取れると言うのだから、一緒に通おうと、クリトンを勧誘する。
クリトンは、自分は先程ソクラテスが述べた「こうした言論で人々を反駁することを恥ずかしく思う」人間の一人であると勧誘を断りつつ、昨日人だかりの中から立ち去ってきた高名な法廷弁論作家の一人との会話を明かす。
その男がクリトンに「ソフィストたちの話を聞かないのか」と尋ねてきたので、クリトンは「人だかりのために聞くことができなかった」と答える。男が「聞く価値があった」と言うので、クリトンが理由を聞くと、男は「このような言論にかけては当代随一の知者たちが問答するのを見れたから」と皮肉混じりに答える。クリトンがさらに男にはその問答がどう見えたのか問うと、男は「馬鹿なことをしゃべって、無益なことについて無益な努力をしているこの種の人々から、いつも聞くような内容」であると本音を漏らす。クリトンが「愛知（哲学）というのは非常に高尚な仕事である」と擁護すると、男はそれは無益なものであり、
- クリトンもあの場にいたら、仲間（ソクラテス）のために恥ずかしい思いをしたであろうこと（なぜならソクラテスは、自分たちの言っているのは何のことか、少しも頓着せず、どの言葉にでも絡んでいく男たちに、その身を任せようと望んだほど頓馬だったから）
- そしてこれらの男こそ先程述べた「当代の最も優れた人々」であるが、実のところこの仕事（愛知）も、この仕事（愛知）に携わっている人々も、くだらない笑うべきものである

と指摘する。クリトンは、男の愛知（哲学）に対する批判は不当だと思うが、多くの人々の前であのような論駁家たちと問答しようと思うことについては正当な批判をしているように思うと述べる。

#### 法廷弁論作家について
《続いて、昨日クリトンに意見を述べた男の話題から、法廷弁論作家の話題へと移る。》
ソクラテスはその男のような人々は奇態な人々だと批判しつつ、その男が「法廷弁論家」なのか「法廷弁論作家」なのか問う。クリトンは「法廷弁論作家」だと答える。ソクラテスは合点がいったという様子で、彼らのような「法廷弁論作家」は、「愛知家（哲学者）」と「政治家」の中間領域の人々であり、愛知（哲学）に関わりがある者たち、特にエウテュデモス等のような弁の立つものが目障りなので評判を陥れようとしているのだと主張する。
さらにソクラテスは、そうした人々は、適度に愛知（哲学）をやり、適度に政治もやり、危険や争いの外に立って知恵の実を取り入れていると思っているのであり、彼らのような「二つのものの中間」にある者たちに、
- 両方がそれぞれ「善いもの」と「悪いもの」で出来ている場合は、その「中間」は一方より善く他方より悪い「二番手」となる
- 両方がそれぞれ「善いもの」と「善いもの」で出来ている場合は、その「中間」は両方より悪くなる「三番手」となる
- 両方がそれぞれ「悪いもの」と「悪いもの」で出来ている場合は、その「中間」は両方より善くなる「一番手」となる

ことを理解させるのは容易ではなく、これを「愛知（哲学）」と「政治」に当てはめてみると、彼らは両方を「善いもの」であると考えているのだから、それだと「中間」の彼らは「三番手」になってしまうのだが、「一番手」と思われることを求めていると指摘する。
そして、彼らがそうした望みを持つのはいいとしても、その人物はそのあるがままに考えねばならないと述べる。

#### 息子の教育について
《最後に、クリトンの息子の教育問題が語られる。》
クリトンが、自分の長男クリトブロスはもう年頃で、彼の「為になる者」を必要とするが、「結婚相手の素性の良さ」「金持ちになること」だとかばかりを心配して、「教育」のことについて気を遣わないのは狂気の沙汰であると思う、しかし、ソフィストたちに目をやると、誰一人としてその適任ではないように思え、それゆえ若者たちを愛知（哲学）へ向かわせることができないと打ち明ける。
ソクラテスは、どの職業においてもくだらない者は多く、立派な人々は少ないのであり、そのくだらない者だけを見て判断し、息子に全ての職業を避けさせるのかと問う。クリトンはそれは正しいことでないと否定する。
ソクラテスは、教育に関しても、むしろソフィストたちに頼らず、事柄を充分に吟味し、つまらぬものであれば全ての人間を遠ざけ、そうでないのなら恐れることなく追求して修行すべきだと述べる。

## 日本語訳
- 『プラトン全集〈8〉エウテュデモス　プロタゴラス』 山本光雄訳、岩波書店、1975年、復刊2005年。後者は藤沢令夫訳
- 『エウテュデモス　クレイトポン』 朴一功訳、京都大学学術出版会〈西洋古典叢書〉、2014年